# 伊甸園的祭壇
《伊甸園的祭壇》是詹姆士·羅林斯所著的小說，於2010年出版，是原本為獸醫的詹姆士首本以獸醫為主角的小說。

## 故事簡介
奧爾良被颱風吹襲後，美國邊境巡邏隊截獲一艘走私動物的船隻，於是要求獸醫波克博士協助調查，波克博士認為該批動物都罕見的返祖現象，其中一隻貓科動物更返祖成劍齒虎並且逃離現場，波克博士與邊境巡邏隊的傑克共同前往捕捉。兩人成功搜獵劍齒虎，但回到研究所隨即遇到神秘的武裝組織襲擊，波克博士最終被脅持。傑克認為整件走私案與生化軍事武器有關，於是帶同隊友展開拯救行動。傑克最後於出現了返祖現象的人類協助下，成功救回波克博士，並瓦解生化軍事集團。